# Hemipsilichthys
Hemipsilichthys és un gènere de peixos de la família dels loricàrids i de l'ordre dels siluriformes.

## Distribució geogràfica
Es troba al Brasil.

## Taxonomia
- Hemipsilichthys azygolechis (Pereira & Reis, 2002)[3]
- Hemipsilichthys bahianus (Gosline, 1947)[4]
- Hemipsilichthys cameroni (Steindachner, 1907)[5]
- Hemipsilichthys cerosus (Miranda-Ribeiro, 1951)[6]
- Hemipsilichthys eurycephalus (Pereira & Reis, 2002)[3]
- Hemipsilichthys garbei (Ihering, 1911)[7][8]
- Hemipsilichthys gobio (Lütken, 1874)[9]
- Hemipsilichthys hypselurus (Pereira & Reis, 2002)[10]
- Hemipsilichthys hystrix (Pereira & Reis, 2002)[10]
- Hemipsilichthys mutuca (Oliveira & Oyakawa, 1999)[11]
- Hemipsilichthys nimius (Pereira, Reis, Souza & Lazzarotto, 2003)[12]
- Hemipsilichthys nudulus (Reis & Pereira, 1999)[13]
- Hemipsilichthys papillatus (Pereira, Oliveira & Oyakawa, 2000)[14]
- Hemipsilichthys regani (Giltay, 1936)[15]
- Hemipsilichthys splendens (Bizerril, 1995)[16]
- Hemipsilichthys steindachneri (Miranda-Ribeiro, 1918)[17]
- Hemipsilichthys stephanus (Oliveira & Oyakawa, 1999)[11]
- Hemipsilichthys stomias (Pereira & Reis, 2002)[10]
- Hemipsilichthys vestigipinnis (Pereira & Reis, 1992)[18][19][20][21][22][23][24]